# Starojická Lhota

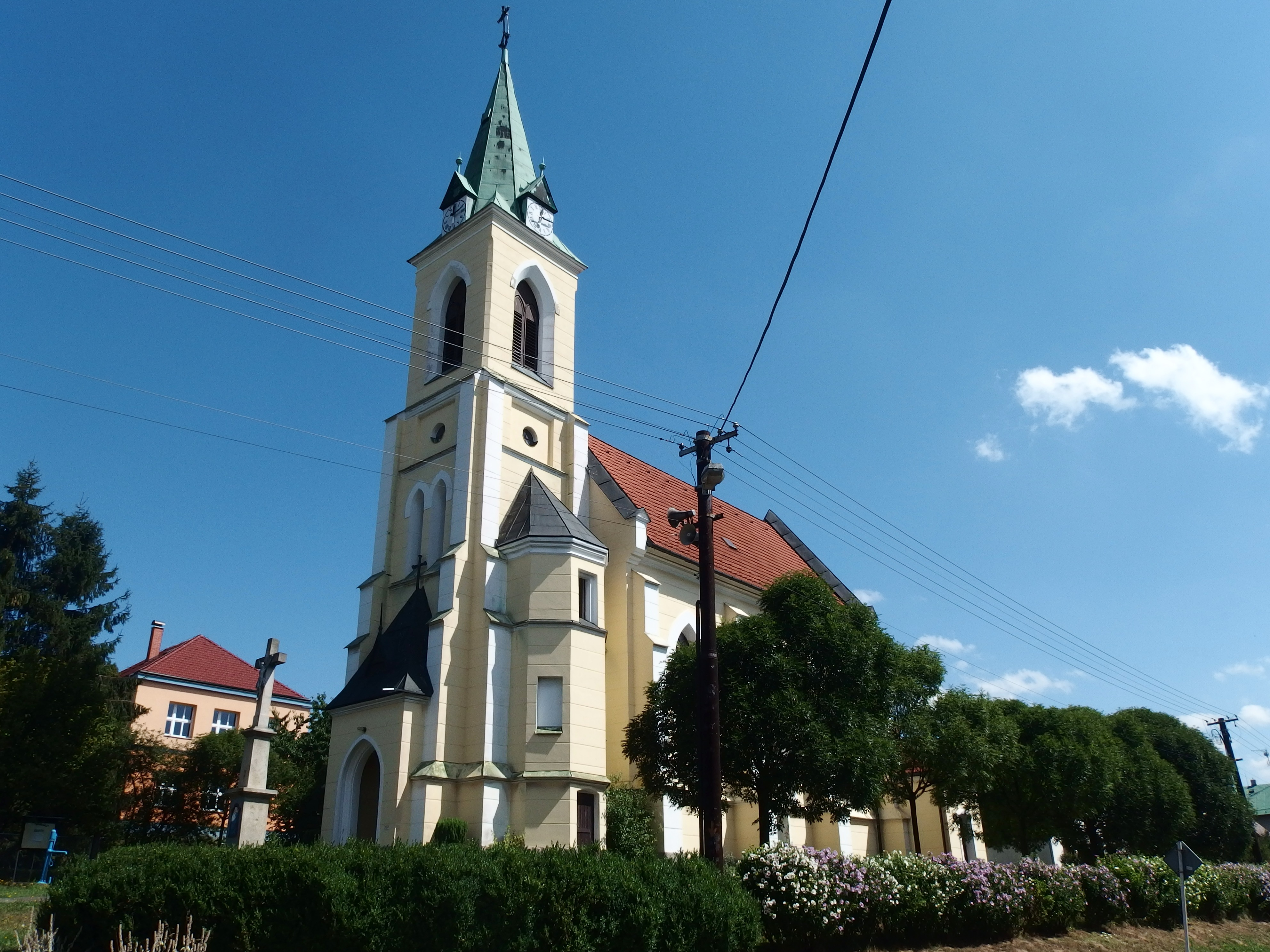
Kirche Maria Königin

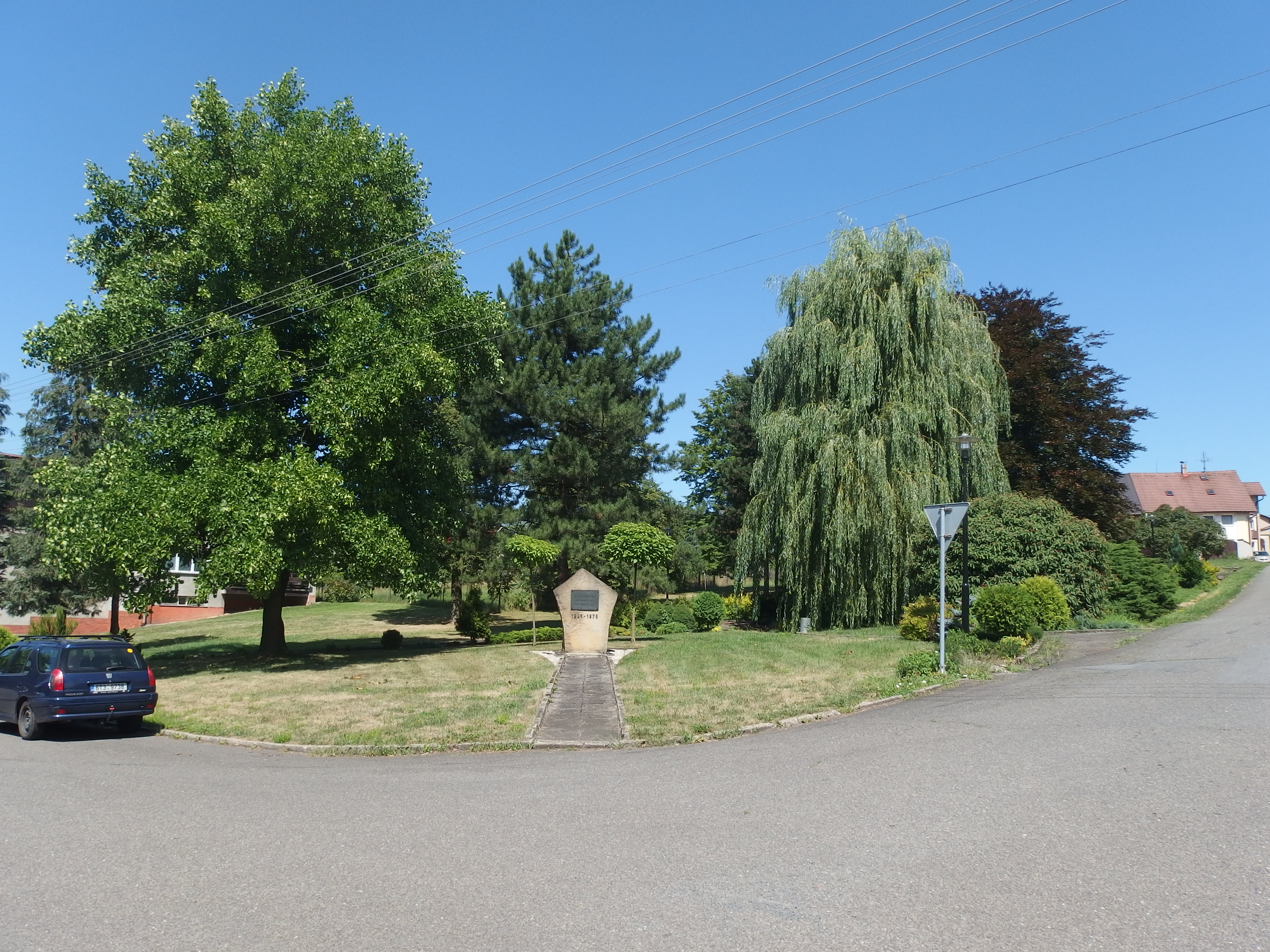
Park mit Gedenkstein für die Opfer des Zweiten Weltkrieges

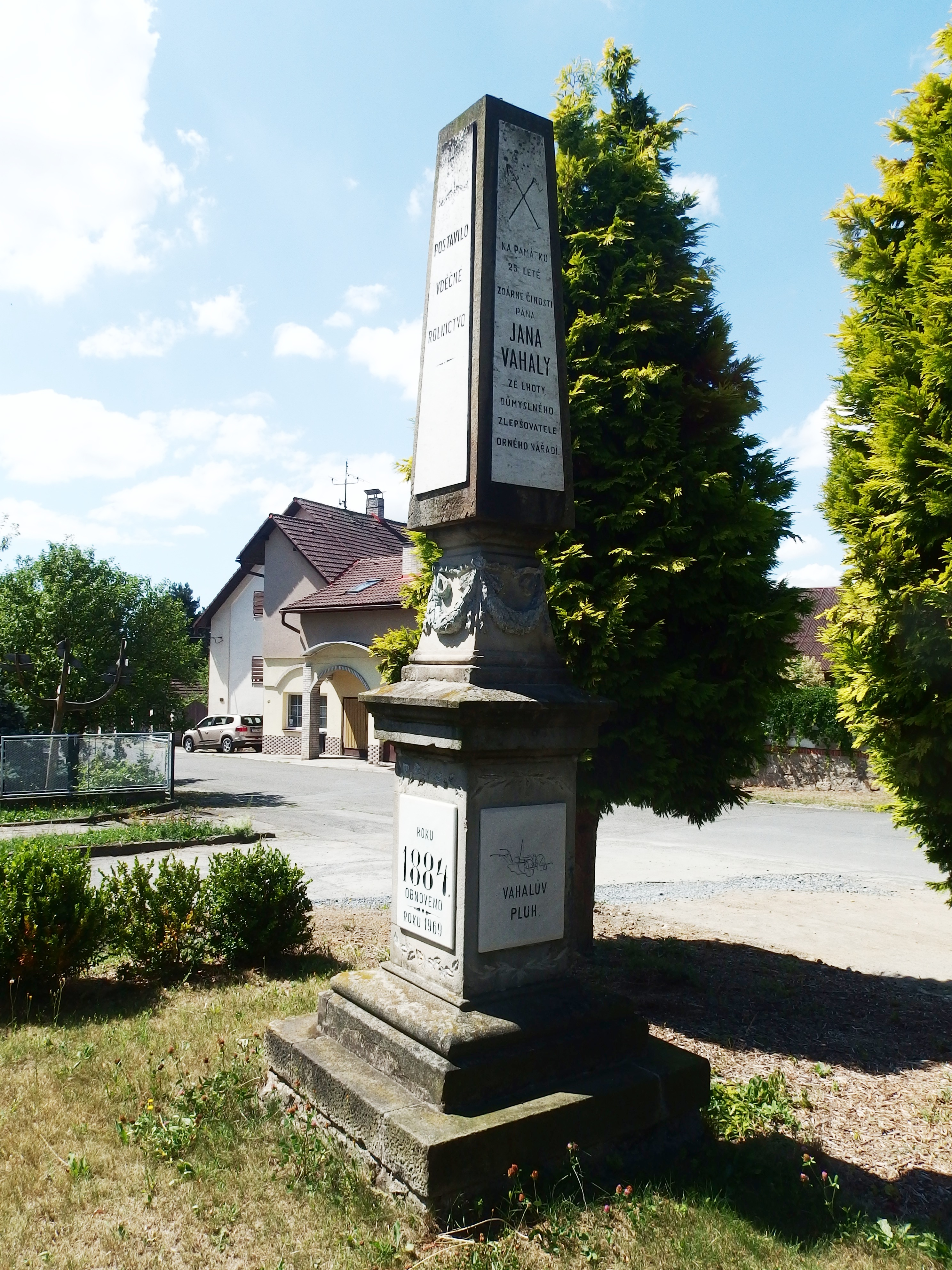
Denkmal für Jan Vahala und die Cousins Veverka

Starojická Lhota (deutsch Katzendorf) ist ein Ortsteil der Gemeinde Starý Jičín in Tschechien. Er liegt sieben Kilometer südwestlich von Nový Jičín und gehört zum Okres Nový Jičín.

## Geographie
Starojická Lhota erstreckt sich entlang des Baches Lhotecký potok in den Ausläufern der Podbeskydská pahorkatina (Vorbeskidenhügelland). Nördlich erhebt sich die Hůrka (380 m n.m.), im Nordosten der Starojický kopec (Burgberg, 496 m n.m.) und östlich der Hlubočky (323 m n.m.). Ein Kilometer südlich des Dorfes verläuft die Staatsstraße I/48 zwischen Bělotín und Nový Jičín.
Nachbarorte sind Jeseník nad Odrou und Hůrka im Norden, Vlčnov im Nordosten, Starý Jičín und Jičina im Osten, Kojetín, Janovice und Petřkovice im Südosten, Palačov und Poruba im Süden, Vysoká, Hranické Loučky und Heřmanice im Südwesten, Dub im Westen sowie Blahutovice und Polouvsí im Nordwesten.

## Geschichte
Das Dorf wurde durch die Burgherrschaft Titschein im Zuge der Landesausbaus nach dem Lhotensystem als Reihendorf zu beiden Seiten des Lhotecký potok angelegt. Die erste urkundliche Erwähnung von Lhota erfolgte im Jahre 1429. Besitzer der Herrschaft waren zu dieser Zeit die Herren von Krawarn. Später folgten u. a. die Herren von Boskowitz, ab 1500 die Herren von Zierotin, nach der Schlacht am Weißen Berg die Freiherren Hofmann von Grünbüchel, ab 1706 die Freiherren Zeno zum Danhaus und ab 1772 die Reichsgrafen von Seilern und Aspang. Zumeist wurde das Dorf in dieser Zeit als Lhota, zeitweilig auch als Kočičí Lhota, bezeichnet. Daraus entwickelte sich nach dem Dreißigjährigen Krieg auch die deutsche Bezeichnung Katzendorf. Das älteste Ortssiegel stammt aus dem Jahr 1749 und zeigt eine Pflugschar und ein Sech.
Im Jahre 1835 bestand das im Prerauer Kreis an der Handelsstraße nach Hustopetsch gelegene Dorf Katzendorf bzw. Lhota aus 51 Häusern, in denen 338 Personen lebten. Die Bevölkerung war gemischtsprachig. Im Ort gab es einen herrschaftlichen Meierhof und eine Schule. An der nördlich vorbeiführenden Poststraße von Mährisch Weißkirchen nach Galizien lag ein Wirtshaus. Pfarrort war Alt Titschein. Bis zur Mitte des 19. Jahrhunderts blieb Katzendorf der Herrschaft Alt Titschein untertänig.
Nach der Aufhebung der Patrimonialherrschaften bildete Lhota / Katzendorf ab 1849 eine Gemeinde im Gerichtsbezirk Neutitschein. Im Jahre 1859 verbesserte der Dorfschmied Jan Vahala den von den Cousins František und Václav Veverka aus Rybitví konstruierten steilwendenden Sturzpflug (Ruchadlo). Ab 1869 gehörte Lhota zum Bezirk Neutitschein. Zu dieser Zeit hatte das Dorf 360 Einwohner und bestand aus 53 Häusern. 1877 erhielt Lhota eine Gendarmeriestation. Seit dem Ende des 19. Jahrhunderts wurde die Gemeinde alternativ auch als Kočičí Lhota bezeichnet. 1884 wurde ein Denkmal für Jan Vahala und den von ihm konstruierten Pflug errichtet. zwischen 1895 und 1898 erfolgte der Bau der Filialkirche Herz Mariä. Im gleichen Jahr wurde in Kočičí Lhota die erste Molkereigenossenschaft in Mähren gegründet; sie war jedoch wenig erfolgreich und wurde nach kurzer Zeit wieder aufgelöst. Im Jahre 1900 lebten in Lhota 364 Personen, 1910 waren es 362. 1905 erwarb Friedrich Deym von Střítež die Grundherrschaft Starý Jičín. Der Meierhof wurde in dieser Zeit verpachtet. Die Gründung der Freiwilligen Feuerwehr erfolgte 1908. Die Gendarmeriestation wurde 1912 wieder aufgelöst. 1921 wurde der tschechische Ortsname in Starojická Lhota geändert. Im Zuge der Bodenreform erfolgte die Parzellierung der Meierhofsfluren und deren Ausverkauf. Am südlichen Ortsrand wurde 1924 ein Friedhof angelegt. Im Jahre 1930 bestand Starojická Lhota aus 61 Häusern und hatte 418 Einwohner. Nach dem Münchner Abkommen wurde das rein mährischsprachige Dorf 1938 zunächst dem Deutschen Reich zugeschlagen. Im Zuge weiterer Grenzregulierungen wurde die Gemeinde am 24. November 1938 wieder aus dem Landkreis Neu Titschein ausgegliedert und an die Tschechoslowakei zurückgegeben; an der westlichen und nördlichen Gemarkungsgrenze verlief die Staatsgrenze zum Deutschen Reich. In dieser Zeit waren auch Jičina und Janovice nach Starojická Lhota gepfarrt. Bis 1945 war Starojická Lhota dem neu gebildeten Bezirk Wallachisch Meseritsch zugeordnet und kam nach Kriegsende wieder zum Okres Nový Jičín zurück. 1957 wurde die JZD Starojická Lhota gegründet, sie wurde 1973 mit anderen Genossenschaften zur JZD Starojicko fusioniert. Die Schule wurde 1975 geschlossen. Mit Beginn des Jahres 1979 wurde Starojická Lhota nach Starý Jičín eingemeindet. Beim Zensus von 2001 lebten in den 98 Häusern von Starojická Lhota 348 Personen. Der Kindergarten wurde 2010 nach mehrjähriger Schließung und Rekonstruktion wiedereröffnet. Zum 1. Januar 2018 hatte das Dorf 411 Einwohner und bestand aus 136 Häusern.

## Ortsgliederung
Der Ortsteil Starojická Lhota bildet einen Katastralbezirk.

## Sehenswürdigkeiten
- Neogotische Kirche Maria Königin, erbaut 1895–1898, sie wurde am 23. Oktober 1898 durch den Olmützer Propst Pánek als Kirche Herz Mariä geweiht. 1998 wurden das Dach und die Fassade instand gesetzt, das Kircheninnere wurde 2018 renoviert.[4]
- Denkmal für die Cousins Veverka und den vom Schmied Jan Vahala verbesserten Pflug, errichtet 1884 anlässlich des 25. Jubiläums. Das 1946 zerstörte Denkmal wurde 1969 vor dem Spritzenhaus wiederaufgebaut.
- Gedenkstein für die Gefallenen des Zweiten Weltkrieges.

## Persönlichkeiten
- Jan Vahala (1830–1894), Dorfschmied und Konstrukteur des Vahala-Pfluges[5]